# Una lozione d'amore
Una lozione d'amore (Scents and Sensibility) è un film del 2011 diretto da Brian Brough, adattamento moderno del romanzo Ragione e sentimento (Sense and Sensibility) di Jane Austen

## Trama
Le sorelle Elinor, Marianne e Margaret Dashwood vivono nel lusso per merito del padre Henry, benestante magnate degli affari, Marianne ha la passione per le lozioni per il corpo, preparate personalmente da lei, è fidanzata con John, rampante uomo d'affari che grazie a Henry lavorerà presto in Svizzera. Tutto cambia quando Henry viene arrestato dall'FBI per frode finanziaria, ha truffato centinaia di investitori usando uno schema Ponzi.
Quasi tutti i beni della famiglia Dashwood vengono pignorati, Margaret è malata infatti i suoi farmaci sono costosi, la ragazza lascia la casa per andare a vivere insieme a sua madre, mentre Elinor e Marianne dovono empanciparsi e trovare dei lavori per provvedere alla loro sorellina. Elinor, benché abbia esperienza manageriale, non ottiene nessun impiego degno delle sue competenze per via della brutta reputazione della sua famiglia, infatti Marianne riesce a trovare lavoro come assistente in una società di marketing solo perché si è presentata con un altro cognome. Elinor trova lavoro come donna delle pulizie in un centro benessere gestito dall'odiosa Fran, la quale sta per dichiarare bancarotta per via della sua avidità, ama vivere al di sopra delle sue possibilità economiche e i guadagni del centro benesere non coprono le sue spese.
Marianne inizia a fare amicizia con un suo collega di lavoro, Brandon, con cui inizia a uscire insieme anche perché le cose tra lei John non stanno andando molto bene, infatti lui non è partito per la Svizzera, sta solo cercando un'altra ereditiera con cui "rimpiazzare" Marianne. Elinor conosce Edward, il fratello di Fran, il quale è tutto l'opposto della sorella, è un avvocato ligio al dovere, umile e gentile, lui e Elinor iniziano a frequentarsi. Elinor vende alcune delle lozioni preparate da Marianne alle clienti del centro benessere dato che stanno riscuotendo successo.
Fran vede in quelle lozioni la salvezza del suo futuro finanziario, infatti riesce a rubare la formula con l'intento di venderla a una potente azienda di cosmetici, Marianne decide di lasciare definitivamente John quando scopre che era stato lui a dare la formula a Fran, la quale lo ricattava: John aveva messo incinta la sua ex fidanzata temendo che se i suoi genitori lo avessero saputo lo avrebbero allontanato dalla famiglia. Edward è disgustato dalla crudeltà di sua sorella, quindi lui e Brandon decidono di aiutare le sorelle Dashwood, le quali giocando in anticipo preparano altre dosi della lozione rivendendole a un'altra compagnia, cliente della società di marketing dove lavorano Brandon e Marianne, e Fran adesso non può più vendere la formula dato che Edward ha inoltrato contro di lei un'ingiunzione per impedirglielo.
Marianne e Elinor si mettono in affari insieme, creando altre lozioni con nuove formule, i loro guadagni andranno in favore di coloro che sono stati truffati da Henry, che intanto è stato condannato per il massimo della pena. Marianne e Brandon si sposano, e poco dopo anche Elinor convola a nozze con Edward, invece Margaret e sua madre hanno aperto insieme un ranch, Fran ha perso il centro benessere che ora è di proprietà di Lucy, la sua ex dipendente che assume Fran come donna delle pulizie, e infine John ha intrapreso malvolentieri una relazione con la figlia di un ricco petroliere, una ragazza tutt'altro che attraente dato che i genitori di John hanno deciso di ripudiarlo.